# Origénisme
L'origénisme désigne un ensemble de prises de position théologiques chrétiennes attribuées à Origène dans le cadre de controverses qui ont laissé des traces dans l'histoire des conciles et de la théologie byzantine. On relève en particulier, de ce point de vue, deux moments importants.
- La première controverse sérieuse éclate en Palestine à la fin du IVe siècle à l'instigation d'Épiphane de Salamine qui accusait Origène de s'être laissé influencer par la philosophie grecque, en commentant l'Ecriture d'une manière trop spéculative, et d'avoir été conduit de ce fait à un certain subordinatianisme. Cette polémique a envenimé les rapports entre les deux principaux monastères latins de Jérusalem, celui de saint Jérôme (à Bethléem), Jérôme ayant pris position contre Origène, et celui de Rufin sur le Mont des Oliviers. Elle s'est étendue à l'Égypte, d'où le patriarche Théophile expulse les partisans d'Origène (l'évêque Isidore et les "longs frères", sans doute des moines attachés à méditer à partir d'icônes), et à Constantinople, d'où Jean Chrysostome fut chassé pour avoir accueilli les expulsés égyptiens.
- La seconde controverse origéniste éclate dans la première moitié du VIe siècle, également en Palestine, quand des moines de cette région dénoncent à l'empereur Justinien les idées de certains disciples d'Évagre le Pontique à Mar-Saba. Le conflit avait éclaté dès le début du siècle avec l'expulsion, en 508, de soixante moines de la Grande Laure (Vie de saint Sabas, ch. 36), qui allèrent fonder entre Bethléem et Hébron un monastère qu’ils appelleront la Nouvelle Laure. À la suite de la plainte adressée à Justinien, ils en furent chassés en 554 (ibid., ch. 90), et la laure fut réoccupée par des moines orthodoxes (parmi lesquels se trouvait Cyrille de Scythopolis, l'auteur de cette Vie). Les origénistes se divisèrent alors entre "isochrists", extrêmes, et "protoctistes", modérés (qui échappèrent à une condamnation au deuxième concile de Constantinople, en 553). Les isochrists auraient soutenu que les âmes humaines étaient semblables à celle du Christ, avant la création du monde comme après la parousie. Brian Daley fait un bon résumé de l'origénisme évagrien:

« L’origénisme, dans le contexte des débats théologiques du VIe s., ne signifie pas tellement le schème théologique ou la méthode d’Origène lui-même que, plutôt, ceux d’Evagre le Pontique tels qu’ils sont exprimés en particuler dans les Kephalaia Gnostica. La conception des évangiles chrétiens par Evagre relève du mythe de la restauration des âmes. 
Selon ce mythe, tous les êtres spirituels, ou noes, ont formé originellement une unité parfaite, et étaient unis ensemble avec Dieu par le Logos, dans une contemplation bénie. Par ennui ou perversité, tous, à l’exception d’un seul, se sont détournés de Dieu; leur unité fut brisée et ils ont été équipés de divers degrés de corps matériel, correspondant à la gravité de leur chute, comme un résultat du jugement divin sur eux. Leurs corps devaient leur servir comme moyens de remonter, laborieusement, vers Dieu. Le seul nous qui n’a pas failli, appelé « Christ » à cause de la connaissance continue de Dieu qui le « oignait », agit comme démiurge de cette création « seconde » ou matérielle. Bien qu’il soit resté uni avec le Logos, comme toutes les âmes l’ont été un temps, il finit par entrer lui-même librement dans la création matérielle et prit un corps, afin que, par la révélation de sa vie, les autres noes puissent trouver leur chemin pour retourner plus facilement vers leur unité originelle. L’espoir pour le monde dans les écrits d’Evagre est la restauration complète de l’unité et béatitude primitive, apocatastasis, qui incluera même les esprits qui ont chuté au plus bas, les démons.
Comme maître-plan théologique, le schème évagrien était plus radical que les spéculations d’Origène et il semble démontré que c’est le système théologique condamné en 553, comme on peut le voir en comparant des canons anti-origénistes de Constantinople II avec le texte d’Evagre. En fait, le prof. Guillaumont a montré que les propositions condamnées dans ces canons sont constituées, dans certains cas, de citations tirées de la version « originale » des Kephalaia Gnostica (S2). »